# Omar Dallah
Omar Kachung Dallah (ur. 12 sierpnia 1936, zm. w 1997}) – hongkoński hokeista na trawie, uczestnik Letnich Igrzysk Olimpijskich 1964.
Na igrzyskach w Tokio Dallah grał na prawej stronie boiska. Reprezentował Hongkong we wszystkich siedmiu spotkaniach. Sześć spotkań hongkońscy hokeiści przegrali, tylko jedno zremisowali (1–1 z Niemcami). Hongkończycy zajęli ostatnie miejsce w swojej grupie i jako jedyna drużyna na turnieju nie odnieśli zwycięstwa. W klasyfikacji końcowej jego drużyna zajęła ostatnie 15. miejsce. 
Dallah był w składzie Hongkongu na Igrzyskach Azjatyckich 1962 w Dżakarcie, na których drużyna ta osiągnęła szóste miejsce (odpadli w fazie grupowej, w której wygrali tylko z Koreańczykami 2–0). Cztery lata później zajął wraz z drużyną przedostatnie siódme miejsce (zwycięstwo tylko z Tajami). W 1969 roku zajął z Hongkongiem drugie miejsce w Azjatyckim Regionalnym Turnieju Hokeja na Trawie (wygrali Japończycy, poza tym startowały drużyny Singapuru, Korei Południowej i Makau).
Na Igrzyskach Azjatyckich 1970 był już jednym z trenerów drużyny Hongkongu; jego podopieczni zajęli przedostatnie siódme miejsce. W 1977 roku był jednym z opiekunów męskiej młodzieżowej kadry w azjatyckich kwalifikacjach do juniorskich mistrzostw świata, gdzie hongkońscy juniorzy zajęli szóste miejsce (nie wystąpili na mundialu). Ostatnim dużym turniejem w karierze Dallaha (jako trenera) były igrzyska azjatyckie z roku 1978; tym razem hokeiści z „pachnącego portu” zajęli piąte miejsce.
W internetowym artykule anglojęzycznego czasopisma South China Morning Post pt. Spirit of '64 still lives on z 20 maja 2012 roku (autor – Alvin Sallay), autor wymienia Omara Dallaha jako zmarłego.